# 哈维·克洛伊德·菲尔波特
哈维·克洛伊德·菲尔波特（英語：Harvey Cloyd Philpott，1909年4月6日—1961年8月19日）为美国企业家及政治人物，于1961年担任北卡罗来纳州第24任副州长。菲尔波特成长于北卡罗来纳州列克星敦，完成学业后出任联合家具公司总裁兼董事长。在1953年以民主党身份当选州众议员之前，他曾担任过多个地方政治职务。
菲尔波特在任期间曾参与“皮尔索尔委员会”，在推动州最低工资法通过中发挥了重要作用。他于1959年离开众议院，次年当选北卡罗来纳州副州长。在短暂的任期内，他是州长特里·桑福德在立法机构的重要盟友。桑福德原希望由他接任州长，然而菲尔波特任职仅八个月便突然去世，致使其未能如愿。

## 早年生活
1909年4月6日，哈维·克洛伊德·菲尔波特出生于美国弗吉尼亚州巴西特，父母分别为小本杰明·卡贝尔·菲尔波特和黛西·亨德利。1920年，父亲收购了北卡罗来纳州列克星敦一家破产的家具厂，遂举家迁往当地并创办了联合家具公司。1921年至1925年，克洛伊德就读于列克星敦高中，后进入伊斯特曼商学院和弗吉尼亚军事学院。他在军校期间担任C连学员队长，主编校报并出任北卡罗来纳俱乐部主席。他于1929年毕业。
1931年6月11日，菲尔波特与弗朗西斯·阿德莱德·汤普森结婚，这对夫妇育有三名子女。1941至1946年间，他在北卡罗来纳州防卫民兵列克星敦连担任上尉。

## 商业生涯
菲尔波特读高中时便涉足父亲的家具生意。学成后投身家具业，历任联合家具公司多个部门职务，并曾担任公司秘书兼财务主管，最终升任总裁。1955年父亲去世后，他接任公司董事长。次年在他主持下，联合家具设立子公司菲尔波特家具公司，由他兼任总裁。他还曾担任了一届南方家具制造商协会会长。
1956年和1961年，芝加哥美国家具商厦理事会两度授予他“年度家具风云人物”称号。他还曾任列克星敦商业银行、互助储蓄贷款协会董事，并于1946至1959年间担任北卡罗来纳州浸信会儿童之家的理事。

## 政治生涯

### 地方职位
1934年，菲尔波特当选列克星敦学区董事，并将自己从政的兴趣归因于这段经历。他一直任职至1945年，并在最后两年担任董事会主席。他于1945年当选列克星敦市长，任期四年，此后进入市公用事业委员会，任职至1956年。

### 议员生涯

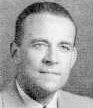
担任众议员时期的菲尔波特，摄于约1953年

1953年，菲尔波特当选北卡罗来纳州众议员。任内参与多个委员会工作，包括农业委员会、教育委员会、道路和公路安全委员会、拨款委员会以及财政委员会。
1955年6月21日，州长卢瑟·H·霍奇斯将菲尔波特列入州教育顾问委员会，该委员会因主席托马斯·J·皮尔索尔得名“皮尔索尔委员会”。其任务是回应美国最高法院在布朗訴托皮卡教育局案中作出的公共学校种族融合裁决。委员会于1956年初向州长提交建议，主张在承认裁决合法性的前提下不强迫白人儿童就读混合学校，并设立补助以资助其进入白人学校。1956年7月，霍奇斯采纳其建议，召集州议会特别会议审议相关方案。菲尔波特与三位议员联合提出议案，“谴责和抗议美国最高法院压迫性地篡夺权力”。
1957年，菲尔波特在州议会力倡最低工资立法，认为此前推行的联邦最低工资法带动了南方经济增长。尽管不少保守派和企业界人士反对，在他的推动下该州最终通过相关法案。他于1958年出任州政府重组委员会主席，并在当年选举周期担任北卡罗来纳州民主党的财务主管。他在1959年议会会期支持霍奇斯的大部分立法计划，但当年晚些时候辞去了众议院席位。

### 副州长
1960年1月29日，菲尔波特宣布竞选北卡州副州长，并宣称将致力于提高州民收入水平，使之与全国平均收入水平相匹配。当时正筹备竞选州长的特里·桑福德曾考虑让菲尔波特担任其竞选经理，但在其参选副州长后作罢。两人在各自竞选活动中结为朋友，菲尔波特还支持桑福德增加公共教育支出的计划，并获得桑福德竞选经理伯特·贝内特及卸任州长霍奇斯的支持。民主党初选中，菲尔波特对阵C·V·亨克尔，以238,353票对181,850票获得提名。他在决选面对共和党人S·克莱德·埃格斯，以765,519票对532,445票胜出。同日，桑福德当选州长。两人于1961年1月5日宣誓就职。
副州长任内，菲尔波特负责安排州参议院各委员会成员，对议事进程有不小影响。他打破按资排辈的惯例，任命好友、首任州参议员托马斯·杰克逊·怀特担任财政委员会主席。1961年州议会需根据1960年人口普查结果重新划分联邦众议院选区。会期开始前，菲尔波特与即将上任的州众议院议长小约瑟夫·M·亨特达成共识，分别在参众两院设立特别委员会起草相关法案。与先例不同的是，两委员会各由12名民主党人组成，未纳入任何共和党议员。
菲尔波特是桑福德在参议院的主要盟友，桑福德后来称赞他帮助说服州议会提高税收以增加教育经费。桑福德原本希望在1964年支持菲尔波特接任州长。在1961年立法会期最后一周，菲尔波特前往夏威夷，将主持参议院事务的职责交由临时议长。

## 逝世
1961年8月16日清晨，菲尔波特在海罗克湖畔的乡间住所突感头晕目眩，步行前往附近一位医生的小屋求助。医生随即叫来救护车，将其送往溫斯頓-撒冷的北卡浸信会医院。医生后来确定他患有主动脉夹层。8月19日傍晚5点45分，菲尔波特在医院去世。8月21日，葬礼在列克星敦第一浸信会举行，随后安葬于福里斯特希尔纪念公园。
不少报纸社论感叹，菲尔波特若能参选1964年州长将大有可为。他是20世纪首位在任内去世的北卡罗来纳州副州长，职位自此悬缺直至1964年选举，因宪法未设补缺机制。此事也引发关于州长继任顺序的讨论，副州长空缺期间若州长去世，将由谁继任成了未知数。州参议员T·克拉伦斯·斯通随后主持参议院事务。菲尔波特的亲友还以他名义设立奖学金基金，资助戴维森县有志就读大学的学生。

## 引用著作
- Batchelor, John E. . Baton Rouge: Louisiana University Press. 2015. ISBN 9780807161371.
- Cheney, John L. Jr. (编). . Raleigh: North Carolina Secretary of State. 1979  [2025-08-07]. OCLC 244121342. （原始内容存档于2023-04-07）.
- Christensen, Rob.  second. Chapel Hill: The University of North Carolina Press. 2010. ISBN 978-0-8078-7151-5.
- Covington, Howard E. Jr; Ellis, Marion A. . Durham: Duke University Press. 1999. ISBN 9780822323563.
- Eamon, Tom. . Chapel Hill, North Carolina: UNC Press Books. 2014. ISBN 9781469606972.
- Jewell, Malcolm Edwin (编). . New York: Atherton Press. 1962. OCLC 561581714.
- . Raleigh: North Carolina Secretary of State. 1961. OCLC 244106586.
- Reed, Weston C. . Thomasville: Baptist Children's Homes of North Carolina. 1973. OCLC 1048809811.
- Sanford, Terry. . New York City: Harper & Row. 1966. OCLC 933852508.